# 中国足球先生
中国足球先生，是代表中国足球个人最高荣誉的年度奖项，目前在每赛季结束后由中国足球超级联赛各队主教练评选而出。
历史上，中国从1994年第一届职业联赛开始评选最佳奖项，但是当时的甲A联赛金球奖与中国足球协会曾多次组织举办的足球先生评选并不是同一个奖项，所以在1996年和2000年两次出现由不同球员获得的情况。2004年中超联赛开始后，这一情况不再出现，中国足球先生成为同时代表足协和中超联赛最佳的球员。
1997年北京国安外援冈波斯是中国足球史上的第一个外籍足球先生。而2000年的杨晨则是唯一一个不在中国联赛效力的获奖者，由于奖项性质的改变，这种情况已经不可能再出现。
| 年份   | 国籍                 | 获奖球员                                | 位置      | 所属球队          |
| 1994年 | 中华人民共和国       | 黎兵                                    | 前锋      | 辽宁队            |
| 1995年 | 中华人民共和国       | 范志毅                                  | 后卫      | 上海申花          |
| 1996年 | 中华人民共和国       | 宿茂臻（金球奖） 范志毅（中国足球先生） | 前锋 后卫 | 济南泰山 上海申花 |
| 1997年 | 巴拉圭               | 豪尔赫·冈波斯                           | 前锋      | 北京国安          |
| 1998年 | 中华人民共和国       | 郝海东                                  | 前锋      | 大连万达          |
| 1999年 | 中华人民共和国       | 曲圣卿                                  | 前锋      | 辽宁抚顺          |
| 2000年 | 中华人民共和国       | 张恩华（金球奖） 杨晨（中国足球先生）   | 后卫 前锋 | 大连实德 法兰克福 |
| 2001年 | 中华人民共和国       | 李铁                                    | 中场      | 辽宁抚顺          |
| 2002年 | 中华人民共和国       | 郑智                                    | 中场      | 深圳平安          |
| 2003年 | 德国                 | 约根·阿尔贝茨                           | 中场      | 上海申花          |
| 2004年 | 中华人民共和国       | 肇俊哲                                  | 中场      | 辽宁中誉          |
| 2005年 | 塞爾維亞與蒙特內哥羅 | 布兰科·耶利奇                           | 前锋      | 北京国安          |
| 2006年 | 中华人民共和国       | 郑智                                    | 中场      | 山东鲁能泰山      |
| 2007年 | 中华人民共和国       | 杜震宇                                  | 中场      | 长春亚泰          |
| 2008年 | 洪都拉斯             | 埃米尔·马丁内斯                         | 中场      | 上海申花          |
| 2009年 | 洪都拉斯             | 萨穆埃尔·卡巴雷罗                       | 后卫      | 长春亚泰          |
| 2010年 | 哥伦比亚             | 杜維爾·里亞斯科斯                       | 前鋒      | 上海申花          |
| 2011年 | 巴西                 | 穆里奇                                  | 前鋒      | 广州恒大          |
| 2012年 | 羅馬尼亞             | 克里斯蒂安·达纳拉赫                     | 前鋒      | 江苏舜天          |
| 2013年 | 阿根廷               | 达里奥·孔卡                             | 中场      | 广州恒大          |
| 2014年 | 巴西                 | 埃尔克森                                | 前鋒      | 广州恒大淘宝      |
| 2015年 | 巴西                 | 里卡多·高拉特                           | 前鋒      | 广州恒大淘宝      |
| 2016年 | 巴西                 | 里卡多·高拉特                           | 前鋒      | 广州恒大淘宝      |
| 2017年 | 以色列               | 埃兰·扎哈维                             | 前鋒      | 广州富力          |
| 2018年 | 中华人民共和国       | 武磊                                    | 前锋      | 上海上港          |
| 2019年 | 巴西                 | 保利尼奥                                | 中场      | 广州恒大淘宝      |

- 浅黄色为中国足球甲A联赛，深黄色为中超联赛。